# キップくん
『キップくん』は、植田まさし原作の4コマ漫画作品、およびそれを原作としたテレビドラマである。

## 概要
国鉄の駅員が主人公であり、駅での様々な出来事を描いている。『漫画プラザ』（辰巳出版）に掲載された。単行本全1巻（初版：1982年6月1日発行）。1980年代当時の大都市圏の駅を舞台としており、自動改札機が無く駅員が切符を切っていたり、ストや順法闘争、ホーム上での喫煙行為、不正乗車のキセルネタ等、21世紀の視点で見ると時代を感じさせる描写が数多く見うけられる。
舞台となる駅は「新太久保駅」とあるが、山手線と京浜東北線の同一線路運転や高架で無い描写も見られる事から、特定の駅を描写したものではないと思われる。また話により高架駅になったり跨線橋のある駅が舞台になったこともある。
単行本は絶版となっているが、後年芳文社から発売された『まるごと植田まさしタイム』や『特盛まさし君』などに一部作品が再録された。ただし時代背景の変化から国鉄や鉄道関連の描写が改変されている。
本作に登場するギャグには、その後現実の鉄道業界でも形を変えて実現したものが存在する。

## 登場人物
キップくん
主人公の駅員、他の植田まさし作品の主人公同様にイタズラ好きな性格。しかし酔っ払いに絡まれた女性を助ける（ただし、ラッパ飲みではなくコップに酒を移してから飲ませるよう注意するというオチであるが）、キセル乗車をしようとした乗客を捕まえては持っていた定期券をコレクションする、不良の学生に制帽を盗まれた報復にベルトを抜き取るなど、マナーの悪い乗客を懲らしめる、などの正義感もあり、定期の矛盾を見破るなど仕事はきちんとこなしている描写などもある。趣味は鉄道模型、期限の切れた定期コレクション。
駅長
鼻の下のヒゲが特徴。真面目で厳しい性格だがキップのイタズラに乗せられる事もある。
他の駅員
キップのイタズラを傍観するメガネの駅員の他、他の固定されていないキャラクターが数人いる。
乗客
漫画のネタにより様々な人物が登場し、固定キャラクターは居ない。キップのイタズラの巻き添えになる人物も多い。
書記長達
キップくんの所属する駅の上司。『合理化反対！』というビラを作り、それをチェックする為に登場。第二書記長・第二書記長補佐・第二書記長代理・副書記長・副書記長補佐・副書記長代理・書記長補佐・書記長代理の全員がOKを出したが、書記長には見せていなかった。

## テレビドラマ
1985年6月24日・1986年2月17日に、『月曜ドラマランド』（フジテレビ系列、ただし一部地域除く）にて『おとぼけ駅員 キップくん』または『前川清』が主役を演じてるので『前川清のキップくん』のタイトルで放送された。1作目は東武鉄道東武動物公園駅、2作目は国鉄（現：JR東日本）鶴見線新芝浦駅（ただし、実在する駅は撮影・放送当時既に無人駅となっている）の駅員という設定。また、ドラマ中には原作の絵をアニメ化して実写と合成させたパートなどもあった。
出演者
前川清（役名：早川吉夫。「よしお」の読み換えから愛称が「キップ」という設定）
原作と同じく趣味は鉄道模型となっており、国鉄職員である2作目では夢は新幹線の車掌になるという設定も加えられた。
- 1作目
  - イッセー尾形（役名：五十嵐千作。キップくんの下宿先の大家）
  - 武田久美子（役名：五十嵐ひかり。五十嵐千作の娘）
  - 成田三樹夫（役名：鴨田茂信。東武動物公園駅長）
  - 左とん平（役名：吉田栄一。東武動物公園駅助役）
  - 磯崎洋介（役名:北岡健一。キップくんにイタズラをする小学生グループの一人）
  - 高橋良明
  - かとうかずこ
  - 西川のりお（クレーマー）
  - 協力：関水金属、東武鉄道
- 2作目
  - 根本りつ子（キップくんが恋する女性）
  - 左とん平（新芝浦駅助役）
  - イッセー尾形（浅野駅駅長）
  - もたいまさこ（新芝浦駅の売店店員）

| フジテレビ系列 月曜ドラマランド             | フジテレビ系列 月曜ドラマランド           | フジテレビ系列 月曜ドラマランド         |
| 前番組                                      | 番組名                                    | 次番組                                  |
| ------------------------------------------- | ----------------------------------------- | --------------------------------------- |
| 奥様は不良少女!? おさな妻 （1985年6月10日） | おとぼけ駅員 キップくん （1985年6月24日） | かぐや姫とんで初体験!? （1985年7月1日） |
| セーラー服応援団! 乙女白書 （1986年2月3日） | おとぼけ駅員 キップくん （1986年2月17日） | ザ・サムライ （1986年2月24日）          |